# Ben Schwartz
Pour les articles homonymes, voir Schwarz.
Ben Schwartz, né le 15 septembre 1981 à New York, est un acteur, humoriste et producteur américain. 
Il est notamment connu pour son interprétation de Jean-Ralphio Saperstein dans la série télévisée Parks and Recreation (2010-2015).

## Biographie

### Jeunesse
Schwartz a grandi dans le quartier de Riverdale dans le Bronx à New York.
Sa famille travaillait dans le social et l'enseignement ; sa mère était professeure de musique. Il obtient un double diplôme du Union College en psychologie et anthropologie en 2003.

### Carrière
À la télévision, Schwartz est apparu comme invité dans la série Parks and Recreation sur NBC, dans le rôle de Jean-Ralphio Saperstein, ami proche de Tom Haverford. Il tient également un des rôles principaux de la série House of Lies sur Showtime.
Schwartz a également participé à l'écriture de certains sketchs de Funny or Die Presents…, dans une série appelée Terrible Decisions with Ben Schwartz, et est apparu dans des sketchs de CollegeHumor. Schwartz a remporté un Emmy Award en 2009 pour le numéro d'ouverture de la 81e cérémonie des Oscars pour Hugh Jackman,.
Il a participé avec Bill Hader à la voix du droïde BB-8 pour la nouvelle trilogie Star Wars.
En 2017, Schwartz prête sa voix à Fifi dans le reboot de La Bande à Picsou pour Disney XD.
En 2020, 2022 et 2024 il prête sa voix à Sonic dans les films.

## Filmographie

### Cinéma

#### Films
- 2007 : New York City Serenade : Russ
- 2009 : Mystery Team : Dougie's Buddy
- 2009 : Je déteste la Saint-Valentin (I Hate Valentine's Day) : Tammy's Date
- 2009 : Everybody's Fine : Writer
- 2010 : Very Bad Cops (The Other Guys) : l'assistant de Beaman
- 2010 : Peep World : Nathan Meyerwitz
- 2013 : Coffee Town : Gino
- 2013 : Blonde sur ordonnance (Better Living Through Chemistry) : Noah
- 2013 : Runner Runner : Craig
- 2014 : C'est ici que l'on se quitte (This Is Where I Leave You) : rabbin Charles « Boner » Grodner
- 2014 : Happy Christmas : Party Guest
- 2014 : L'Interview qui tue ! : Eminem's Publicist
- 2015 : The Walk : Rêver plus haut : Albert
- 2015 : Star Wars, épisode VII : Le Réveil de la Force : BB-8 (consultant pour la voix[7])
- 2016 : The Intervention : Jack
- 2017 : How to Be a Latin Lover : Jimmy/Valet
- 2017 : Outside In (en) : Ted
- 2017 : Happy Anniversary (en post-production)
- 2018 : Back to School (Night School) de Malcolm D. Lee : Marvin
- 2020 : Sonic, le film (Sonic the Hedgehog) de Jeff Fowler : Sonic (voix[9])
- 2021 : Steve - Bête de combat (Rumble) de Hamish Grieve
- 2021 : Music de Sia
- 2021 : Flora & Ulysses de Lena Khan
- 2022 : Sonic 2, le film (Sonic the Hedgehog 2) de Jeff Fowler : Sonic (voix)
- 2023 : Renfield de Chris McKay : Teddy Lobo
- 2024 : Sonic 3, le film (Sonic the Hedgehog 3) de Jeff Fowler : Sonic (voix)

#### Film d'animation
- 2013 : Turbo : Skidmark
- 2022 : Le Destin des Tortues Ninja, le film (Rise of the Teenage Mutant Ninja Turtles: The Movie) d'Ant Ward et Andy Suriano : Leonardo

### Télévision

#### Séries télévisées
- 2007–2008 : Bronx World Travelers : Ben (5 épisodes)
- 2008–2009 : Mayne Street : Evan Mintz
- 2009 : Intercourse With A Vampire : un serveur
- 2009 : Accidentally on Purpose : Max
- 2009 : Happiness Isn't Everything : Jacky Hamburger
- 2009–2011 : Terrible Decisions with Ben Schwartz : Ben
- 2009–2015 : Jake and Amir  : Sulu Candles, Carot Slat, lui-même, autres
- 2010 : The Sarah Silverman Program : un écrivain
- 2010–2015 : Parks and Recreation : Jean-Ralphio Saperstein
- 2010–2012 : Undercovers : Bill Hoyt
- 2011 : Funny or Die Presents… : Ben (segment Terrible Decisions)
- 2011 : Mad
- 2012 : Tron : La Révolte (Tron: Uprising) : Rilo
- 2012–2016 : House of Lies : Clyde Oberholt
- 2012–2015 : Randy Cunningham: 9th Grade Ninja : Randy Cunningham
- 2013 : The Doc Files : Stuffy
- 2013 : Arrested Development : John Beard Jr.
- 2013 : CollegeHumor Originals : lui-même
- 2013–2016 : Comedy Bang! Bang! : Rodney Wayber
- 2015 : Drunk History : Meyer Lansky
- 2016 : The Earliest Show : Josh Bath
- 2020–2022 : Space Force : Tony
- 2021–2022 : Staged : Tom (5 épisodes)
- 2022 : The Afterparty : Yasper
- 2024 : Knuckles : Sonic (voix)

#### Séries d'animation
- 2007 : Starveillance : Glenn
- depuis 2013 : Robot Chicken : plusieurs personnages (3 épisodes - en cours)
- depuis 2013 : Bob's Burgers : Josh (3 épisodes - en cours) et Rick Rick (1 épisode - en cours)
- 2015 : Les Simpson : l'ouvreur (saison 27, épisode 2)
- 2015–2017 : BoJack Horseman : Rutabaga Rabbitowitz   (9 épisodes)
- 2016–2017 : Animals. : Antonio et Geoff (2 épisodes)
- 2017–2021 : La Bande à Picsou (DuckTales) : Dewey
- 2018-2020 : Le Destin des tortues ninja (Rise of the Teenage Mutant Ninja Turtles) : Leonardo
- 2021 : M.O.D.O.K. : Louis « Lou » Tarleton (9 épisodes)
- 2023 : Star Wars: The Bad Batch : TAY-0 (1 épisode)

## Voix francophones
En version française, Ben Schwartz est dans un premier temps doublé à titre exceptionnel par  Alexis Tomassian dans Undercovers, Alessandro Bevilacqua dans House of Lies et Back to School, Adrien Solis dans Arrested Development, Donald Reignoux dans Players, Stéphane Ronchewski dans Blonde sur ordonnance, Nathanel Alimi dans C'est ici que l'on se quitte et Yoann Sover dans The Walk : Rêver plus haut.
Depuis le milieu des années 2010, Antoine Schoumsky devient sa voix dans la quasi-totalité de ses apparitions, le doublant dans Parks and Recreation, Happy Anniversary (en), Space Force, Allô la Terre, ici Ned (en), Flora & Ulysses, Music et The Afterparty. En parallèle, Jérôme Wiggins le double dans Outside In (en), tout comme Françoua Garrigues dans How to Be a Latin Lover et Alexandre Gillet dans Les Muppets Rock (en).
En version québécoise, Maël Davan-Soulas est la voix régulière de l'acteur.